# Mogontia
Mogontia était une déesse celtique vénérée en Gaule, notamment chez les Belges orientaux. 
La déesse guérisseuse des sources Mogontia est une dénomination spécifique de la déesse-mère de la Terre, Herta. Elle est associée à Icovellauna dans quelques sanctuaires, le plus célèbre étant à Divodurum chez les Médiomatriques.

## Histoire
Elle se retrouve à l'origine de Mogontiacum, son sanctuaire forteresse probablement trévire qui a donné son nom à la ville de Mayence en Rhénanie. Ses variantes gauloises peuvent aussi être sous des formes simplifiées à l'origine des rivières Main, Maine, Mayenne... mais aussi se retrouver dans des toponymes d'origine celtiques plus lointains, l'île de Man ou Manchester.   
Il est possible que, par un rapprochement avec une évidente qualification générique de mère ou matrone des rivières, Mongontia corresponde à la Matrae ou déesse des rivières, invoquée pour une multitude de petites rivières sorties de sources sacrées. Ainsi la Moder, le Madon, la Marne...